# Alutorzy
Alutorzy (Aliutorcy, aliutor. alutal’u) – grupa etniczna z grona oficjalnego spisu narodów rdzennych Północy, Syberii i Dalekiego Wschodu Rosji. W ostatnich latach, przestała istnieć jako odrębny naród (według spisu ludności z 2002 roku, liczba Alutorów wynosiła 12 osób). Posługiwali się językiem alutorskim, zaliczanym do czukocko-kamczackiej rodziny językowej. Regionem ich zamieszkiwania był Kraj Kamczacki, a także miejscowości Tymlat, Kicziga, Anapka, Tilicziki, Kultuszino, Oljutorka, Chailino i na wschodnim wybrzeżu przesmyku Kamczackiego. Spokrewnieni z narodem Koriaków (uznawani za ich podgrupę etniczną). Formowanie się narodu pod znacznym wpływem językowym i kulturowym Koriaków i Eskimosów. Prawdopodobnie spokrewnieni również z Czukczami, Itelmenami i Kerekami. Religia – szamanizm, kulty przodków i duchów.

## Historia
Pierwsza wzmianka o Alutorach pojawiła się za sprawą rosyjskich Kozaków w 1697 r. Przez wiele lat stawiali zbrojny opór Rosjanom. Po stłumieniu powstania w 1751 r. Ich liczba zmniejszyła się. Padali również ofiarą najazdów Czukczów. Pod koniec XVIII wieku Alutorzy stali się zamkniętą, izolującą się grupą. Dzięki temu udało im się zachować tradycyjny wygląd gospodarstwa domowego. Pod koniec XVIII wieku terytoria Alutorów zostały podbite przez Imperium Rosyjskie. W XIX w. przybyli tu pierwsi misjonarze prawosławni oraz rosyjscy kupcy. Po ustanowieniu władzy radzieckiej, w 1930 roku utworzono Autonomiczny Okręg Koriacki. Wraz z wprowadzeniem kolektywizacji, hodowcy reniferów zostali zmuszeni do życia osiadłego. Nowe stosunki gospodarcze zostały splecione z ideologiczną reorientacją i zwalczeniem analfabetyzmu. Początkowo (w latach 30. XX w.) Alutorzy posługiwali się w piśmie alfabetem opracowanym dla języka koriackiego, z biegiem lat dominację wśród nich uzyskał język rosyjski. Ateizm był propagowany w celu przeciwdziałania szamanizmowi i religii.

## Kultura
Do tradycyjnych zajęć narodu należało rybołówstwo i myślistwo, zajmowali się również hodowlą reniferów, z czym związana była sezonowa zmiana miejsca zamieszkania. Większa część połowu ryb trafiała do jukoli – tradycyjnej potrawy Alutorów – którą również karmili psy, używane jako zwierzęta pociągowe. Rybołówstwem morskim zajmowali się wiosną i jesienią. Używali mięsa i tłuszczu zwierząt morskich. Tłuszcz był również używany do oświetlenia. Od grudnia do lutego polowali na zwierzęta futerkowe.

## Utrata tożsamości etnicznej
W Rosji, według Ogólnorosyjskiego spisu ludności z 2002 roku, Alutorzy nie byli wyodrębniani jako osobny naród i zaliczani byli przeważnie do Koriaków, wśród których trzy osoby określiły siebie jako „Aliutorcy”, kolejne 3 osoby – jako „Alutalu”, 6 osób – jako Oliutorcy, w sumie – 12 osób. Ogólnorosyjski spis ludności z 2010 r. już nie wspomina o Alutorach nawet jako subetnosie. Według spisu z 2002 r. 40 osób w Rosji, w tym dwóch Koriaków w byłym Koriackim Okręgu Autonomicznym na terytorium Kamczatki, znało język alutorski.

## Język
Język alutorski należy do grupy czukocko-kamczackiej języków paleoazjatyckich lub paleo-syberyjskich. Spokrewniony z językami czukockim, koriackim, kereckim i itelmeńskim. W latach 30. XX wieku alutorski był zaliczany do południowych dialektów języka koriackiego, ale od lat 50. XX wieku zaczął być uznawany za język odrębny. Morfologicznie język najbardziej przypomina język Czukczów. Pod względem struktury alutorski jest językiem polisyntetycznym. Istnieją trzy dialekty: alutorski właściwy wraz ze zbliżonym ukińskim, palański i karagiński, ale ani podział dialektyczny, ani poszczególne dialekty nie zostały dostatecznie zbadane. Podobnie jak w przypadku języka czukockiego, istnieją regularne różnice w wymowie stosowanej przez mężczyzn i kobiety. Kobiety mówią „ts”, gdzie mężczyźni wymawiają „l” lub „s”, np. plaki (mężczyźni), ptsaku (kobiety) – ‘obuwie’. Rola języka rosyjskiego zaczęła wzrastać od lat 30. XX wieku, a w latach 60. Alutorzy sami zaczęli preferować rosyjski, ponieważ znajomość tego języka pomagała im zdobyć pracę.

## Literatura
- Антропова В. В., Культура и быт коряков, Leningrad 1971.
- Вдовин И. С., История изучения палеоазиатских языков, Leningrad 1954.
- Вдовин И. С., Очерки этнической истории коряков, Leningrad 1973.
- Кибрик А. Е., Кодзасов С. В., Муравьёва И. А., Язык и фольклор алюторцев, Moskwa 2000.
- Крашенинников С. П., Описание земли Камчатки, wydanie czwarte, Moskwa-Leningrad 1949.
- Мелетинский Е. М., Палеоазиатский мифологический эпос, Moskwa 1979.
- Стебницкий С. Н. Нымыланы-алюторцы. (К вопросу о происхождении оленеводства у южных коряков) // Советская этнография. 1938. № 1.
- Стебницкий С. Н. Нымыланы-карагинцы по материалам С. П. Крашенинникова // Советский Север. Л., 1939. № 2.
- Стебницкий С. Н., Очерки по языку и фольклору коряков, Sankt Petersburg 1994.